# Nouveau cinéma grec
Le Nouveau cinéma grec est un courant du cinéma grec des années 1970-1980 équivalent à la Nouvelle Vague française. Son représentant principal est Theo Angelopoulos.

## Origines
Durant la dictature des colonels, la censure ne pouvait (ou ne voulait) tout contrôler, voire elle ne comprenait pas les enjeux des films auxquels elle avait affaire permettant le développement du cinéma d'auteur. Ainsi, les films de Théo Angelopoulos ne furent pas, ne purent pas, être interdits car leur langage cinématographique abstrait et symbolique dérouta les censeurs. La Reconstitution, son premier film en 1970, s'appuie sur le mythe des Atrides (et principalement celui de Clytemnestre) pour montrer la destruction de la famille contemporaine par la misère qui pousse à l'émigration. Jours de 36 de 1972 fait un parallèle évident entre les dictatures de Metaxás et celle des colonels, mais la forme fait que rien n'est explicite, tout est en non-dit. Les Fiançailles d'Anna de Pantelís Voúlgaris en 1972 est lui aussi interprété, au-delà de son aspect drame social, comme une métaphore de la dictature. Anna, bonne depuis dix ans dans une famille bourgeoise athénienne, rentre un soir au-delà de l'heure qui lui a été fixée pour son retour. Elle est alors, pour son propre bien, définitivement privée de sa liberté mais victime consentante de ses bourreaux dont elle a intériorisé l'oppression,,,.
Ces premiers films dits du « Nouveau Cinéma grec » furent accompagnés de deux créations décisives pour la suite de la production cinématographique. En 1969, la revue Σύγχρονο κινηματογράφος (Synchronos kinimatografos), équivalent grec des Cahiers du cinéma, fut fondée. De même, la Société générale anonyme industrielle et commerciale d'entreprises cinématographiques, filiale de la banque hellénique de développement industriel, créée par la dictature pour contrôler le cinéma, servit à le financer, même après la chute des colonels, en tant que Centre du cinéma grec. Celui-ci assure toujours le financement des films du pays.
À la fin de la dictature des colonels, le cinéma grec avait perdu son public et toute légitimité commerciale, sociale et culturelle. Il était, pour la deuxième fois de son histoire, quasiment mort. Pour les critiques, deux films marquèrent le début d'un nouveau chapitre avec leur renouveau formel et esthétique : La Reconstitution de Theo Angelopoulos en 1970 et Evdokía d'Aléxis Damianós en 1971. L'image est d'un réalisme brut, voire brutal, avec une caméra simple témoin de l'action. Les paysages : montagne sauvage et nue sous la pluie, tout en noir et blanc et clair-obscur de La Reconstitution ; friche industrielle et champ de manœuvres militaires pour Evdokía, sont à l'opposé des images traditionnelles d'une Grèce maritime tout en bleu et blanc ensoleillé des films précédents. Les acteurs étaient des visages nouveaux, voire des amateurs. Le cinéma grec entrait dans l'âge adulte,.
En 1977, la production était tombée à dix-sept films, dont les deux-tiers issus du « Nouveau Cinéma grec », et les entrées à 350 000 dans la région d'Athènes (où se concentrait plus du quart de la population). Il y eut alors un sursaut avec vingt-six films en 1979 puis quarante-six en 1981, tandis que les entrées dans la région d'Athènes remontaient autour de trois millions (loin des 20 millions de 1968). Ensuite, le public populaire se détourna définitivement du cinéma grec qui devint de plus en plus un cinéma d'auteur soutenu quasiment  exclusivement par le Centre du cinéma grec (le « Nouveau Cinéma grec » donc). En fait, les grands distributeurs des films américains de divertissement disposaient d'un quasi-monopole en Grèce à la fin de la dictature. Imposant les productions étrangères, ils amenèrent la quasi-disparition du cinéma populaire grec et ne laissèrent que peu de place au cinéma intellectuel et engagé,. Ainsi, la plupart des grands studios grecs disparurent, à l'image de la Finos Film qui ferma ses portes en 1977. Les autres, pour survivre, se diversifièrent : en plus de quelques films de cinéma, ils produisirent des téléfilms, des documentaires et des films publicitaires.

## Forme et fond nouveaux

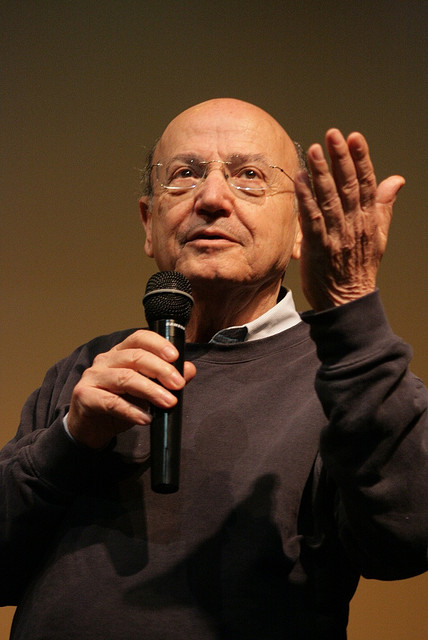
Theo Angelopoulos.

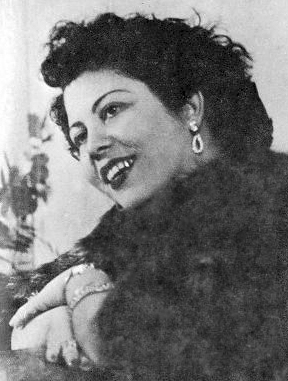
Maríka Nínou, la chanteuse dont la vie a inspiré le film Rebétiko.

Le Nouveau Cinéma grec se distingue du cinéma traditionnel sur plusieurs plans : production d'abord, style et scénario ensuite, public visé enfin,. L'opposition entre les deux cinémas se fit très dure après la chute des colonels principalement au cours des festivals de Thessalonique, avec même une rupture franche en 1977 où deux festivals concurrents se tinrent. La première et principale différence entre les deux cinémas se faisait cen ce qui concerne la production. Les nouveaux réalisateurs refusaient les circuits traditionnels, commerciaux et finalement industriels de la production. La Finos Film incarnait ce qui était rejeté : la production standardisée en série. Afin d'y échapper, les réalisateurs s'emparèrent donc de la production. Ils s'autofinancèrent ou empruntèrent à leurs proches et amis ou à des producteurs non-professionnels (hors de l'industrie cinématographique). Le but était d'acquérir une entière liberté créatrice, tant sur les plans du style, de la forme que des thèmes et du discours politique,,.  Le refus des studios passa aussi par des tournages en extérieur, dans des décors naturels. Le Nouveau Cinéma grec transforma ainsi la façon de filmer et de monter les images. La caméra devint un véritable élément de la mise en scène, avec un point de vue spécifique et non un simple rôle d'enregistrement de l'action. Les angles de vues organisaient différemment l'espace de l'action. Une nouvelle théâtralité (les premiers films grecs n'étaient guère que des pièces filmées) réapparut, mais en amenant une réelle distanciation brechtienne. Quant au montage, il modifiait le récit en fragmentant l'histoire et en jouant sur les durées, allongeant ou accélérant le temps. Le montage accompagnait donc la narration dont il était un des éléments essentiels. Les scénaristes cherchaient quant à eux à surprendre et choquer le public afin de remettre en cause les institutions établies (famille, Église et État, donc les piliers de la dictature des colonels). L'idée était d'explorer les différents aspects de la société grecque (classes sociales, villes, histoire, etc.) et d'en décrire l'identité et sa construction (mythes, discours, crises existentielles, etc.) dans un nouveau discours sur la « grécité », dans un style quasi documentaire. La critique, produite souvent par les réalisateurs eux-mêmes dans les revues littéraires et dans Synchronos kinimatografos, était militante et virulente, souvent imprégnée d'idéologie marxiste, mais aussi de psychanalyse et de sémiologie. Les films s'adressaient au public considéré comme capable de les comprendre : la jeunesse urbaine, éduquée et politisée. Les formes traditionnelles de narration, considérées comme bourgeoises, s'effacèrent avec principalement un déclin du dialogue remplacé par l'image. Le temps des acteurs stars finit alors pour laisser la place à celui des réalisateurs vedettes, Theo Angelopoulos en tête,,.
Cependant, malgré des discours et des articles opposant « cinéma commercial », forcément mauvais, et « cinéma créatif », forcément bon grâce à la « politique du créateur », les cinéastes du Nouveau Cinéma grec ne produisirent jamais de théorie unique expliquant ce qu'ils entendaient par « politique du créateur ». Il y eut finalement autant de discours que de créateurs et Synchronos kinimatografos déclara que son but était de travailler à la construction d'un discours parallèle à celui du film, non pas de produire une théorie générale, même si l'influence des Cahiers du cinéma mais aussi du formalisme russe pouvait leur donner une certaine unité. De plus, dans les années 1980, les publications théoriques se multiplièrent, éclatant un discours de plus en plus jargonnant, de Cinéma qui paraît depuis 1978 ou d'autres revues disparues comme Οθόνη (Othoni, Écran) né en 1979 à Thessalonique, Kινηματογράφικα Τετράδια (Kinimatographika Tetradia, Cahiers cinématographiques) parus la même année, puis Μηχανή (Michani, Caméra) en 1984, etc.  Malgré tout, ces discours servirent de cadre pour redéfinir les critères d'attribution des prix au Festival de Thessalonique.
L'histoire difficile de la Grèce servait d'arrière-plan aux discours politiques et sociaux du Nouveau Cinéma grec. Byron, ballade pour un démon (1992), Bordelo (1984) et 1922 (1978), tous trois de Níkos Koúndouros sont de grandes fresques historiques utilisant la guerre d'indépendance grecque, la révolte crétoise de 1897-1898 ou le désastre d'Asie mineure. Ce dernier sert aussi d'arrière-plan au Rebétiko de Costas Ferris en 1983. Plus à droite que la droite de Nikos Andonakos en 1989 propose une analyse marxiste du phénomène dictatorial tandis que Le Dernier Pari, la même année par Kostas Zyrinis, évoque les déchirements et trahisons au sein du mouvement communiste en racontant l'histoire d'un militant de base. Les Années de pierre de Pantelís Voúlgaris en 1985 évoque autant la persécution des communistes après la guerre civile que l'histoire d'un couple de militants. Les thèmes politiques et sociaux ainsi que les nouvelles façons de filmer nourrirent la naissance du cinéma expérimental (Modelo de Kostas Sfikas) ainsi qu'une importante production documentaire : Mégara (Yorgos Tsemberopoulos et Sakis Maniatis) ou Gazoros, Serres (Takis Hatzopoulos). Ces trois films triomphèrent au festival de Thessalonique en 1974. La vague des documentaires se poursuivit. La même année, Nikos Koundouros évoquait la dictature à travers les chansons de la résistance dans Les Chants du feu, tandis que dans Attila 74, Cacoyannis racontait sa version de l'attaque turque sur son île natale Chypre. Les Femmes aujourd'hui (Popi Alkouli), Le Combat des aveugles (Mary Papaliou) et Paideia (Yannis Typaldos) collectionnèrent les récompenses au contre-festival de Thessalonique en 1977. Fotos Lambrinos (Áris Velouchiótis, 1981) ou Lefteris Xanthopoulos (Bon Retour au pays, camarades, 1986) se penchèrent sur la guerre civile grecque et ses conséquences.
On retrouvait dans le Nouveau Cinéma grec la thématique particulière initiée par Cacoyannis dans son Stélla : la rencontre (volontaire ou non de la part de ces auteurs) de la culture antique (utilisation des œuvres elles-mêmes, des mythes actualisés, d'un chœur, etc.) et de la culture populaire (mythes folkloriques, religion orthodoxe, danses ou musiques traditionnelles). Angelos de Yorgos Katakouzinos en 1982 raconte l'inéluctable destin tragique d'un homosexuel. Prométhée à la deuxième personne (Ferris, 1975), Iphigénie (Cacoyannis, 1977), Oh Babylone (Ferris, 1987), Deux Soleils dans le ciel (Stamboulopoulos, 1991) ou La Voûte céleste (Aristopoulos, 1993) reprirent soit directement les tragédies, soit indirectement les thèmes (Œdipe ou les bacchantes) en les intégrant ou les confrontant au christianisme orthodoxe. Dans Quand les Grecs... (1981), Lakis Papastathis, considéré comme le maître du genre, évoque les klephtes et les combats pour la construction nationale des XIXe et XXe siècles sur fond de paysages marqués par les souvenirs antiques et il emprunte à toute la tradition littéraire et artistique, allant jusqu'à intégrer dans son film des scènes tirées du Maria Pentayotissa des années 1920. Un autre grand thème du Nouveau Cinéma grec était la description d'une crise existentielle individuelle, métonymie de la crise de la société en général. Psychanalyse et archétypes étaient alors utilisés : création et folie dans Deux Lunes en août de Costas Ferris (1978) ou À l'Ombre de la peur de Yorgos Karipidis (1988) ; renaissance par un retour aux origines : Alceste de Tonis Lykouressis (1986), Ville natale de Takis Papayannidis (1987) ou Invincibles Amants de Stavros Tsiolis (1988) ; enfermement volontaire ou imposé : Une aussi longue absence de Tsiolis (1985) ou Les Enfants de Cronos de Yorgos Korras (1985) ; sexualité et érotisme : Les Chemins de l'amour se perdent dans la nuit (1981) et Les Années de la grande chaleur (1991) de Frieda Liappa, Les Nuits de cristal de Tónia Marketáki (1991) ou ... Déserteurs de Yorgos Korras et Christos Voupouras (1988) ; enfin résignation devant les rêves brisés comme dans Lefteris de Periklis Hoursoglou en 1993.
Les personnages des films ne sont plus des héros, non plus des hommes ordinaires ou des sympathiques voyous comme dans les films grecs précédents. Ils sont criminels malgré eux ou témoins dépassés par ce qu'ils voient. L'important n'est pas dans le scénario l'action, mais les conditions du déroulement de l'action. L'événement dépasse alors l'individu, jouet de la société et incapable de contrôler et encore moins de comprendre son destin, comme dans la tragédie antique. Dès 1981, le critique Mihalis Adamantopoulos, dans le numéro d'octobre-novembre des Cahiers cinématographiques critiquait l'incapacité du cinéma grec à raconter une histoire, lui reprochant de n'être qu'une quête formelle, une stylisation de l'espace et des objets, sans personnage.
Le Nouveau Cinéma grec triompha à la fin des années 1970 et au début des années 1980, avec en tête Le Voyage des comédiens (1975) et Alexandre le Grand (1980) d'Angelopoulos, Les Fainéants de la vallée fertile de Níkos Panayotópoulos en 1978, Rebétiko de Costas Ferris en 1983 ou La Descente des neuf de Christos Siopachas l'année suivante. Une quarantaine de films grecs obtinrent alors des prix dans les plus grands festivals internationaux de cinéma.

## Difficultés
Cependant, le Nouveau Cinéma grec atteignait en même temps ses limites tant au niveau de son financement que de sa diffusion en salles et à la télévision. Les transformations radicales dans l'organisation de la production n'avaient pas connu leur équivalent dans la distribution. Celle-ci resta aux mains des grands groupes qui continuèrent à projeter les films américains. De même, les films grecs ne se vendaient pas à l'étranger, principalement à cause de la langue. Le triomphe dans les festivals ne s'accompagnait pas de sorties massives en salles. Enfin, le public grec n'était pas non plus au rendez-vous à la télévision à laquelle le Nouveau Cinéma grec avait très peu accès. En 1980, le Nouveau Cinéma grec arrivait en bout de course, n'ayant plus aucune source suffisante de financement. Le Centre du cinéma grec, plus ou moins en sommeil depuis 1975, fut réactivé. Il participa alors activement à la production de films, à hauteur de 20 à 70 %. De 1981 à 1996, il finança ainsi près de 150 longs-métrages et 200 courts-métrages. Durant cette période, sur les 35,5 millions de dollars qui lui furent versés par l'État, le Centre en utilisa 24 millions en financement direct des films,. La télévision, contrairement à ce qui se passait à la même époque en Grande-Bretagne ou en France, participa très peu au financement du cinéma. Jusqu'en 1989, les deux seules chaînes, publiques, aidaient indirectement le cinéma en proposant aux réalisateurs et acteurs des séries de qualité, souvent adaptées d'œuvres littéraires comme Le Christ recrucifié de Níkos Kazantzákis par Vasílis Georgiádis (1975) ou Cités à la dérive de Stratis Tsirkas réalisé par Robert Manthoulis (1984). Elle commanda aussi aux jeunes réalisateurs des documentaires, leur permettant de faire leur apprentissage. Les chaînes privées après 1989 ne s'intéressèrent pas au cinéma. Une loi de 1993 dut les rappeler à leurs obligations de soutien à la production cinématographique. Depuis, une partie du financement vient de la télévision et les réalisateurs font souvent des carrières parallèles sur les grands et petits écrans, voire dans la publicité.
En réponse à la difficulté de création et de diffusion, certains réalisateurs ont abandonné les recherches formelles et stylistiques du cinéma expérimental pour revenir aux formes traditionnelles de narration. Les thèmes politiques et sociaux étaient toujours présents, mais dans le cadre d'une structure reconnue et reconnaissable. Ainsi, en 1984, Tonia Marketaki adapta Pour l'Honneur et l'argent, un roman de Konstantinos Theotokis, classique de la littérature. Elle fit du film en costumes Le Prix de l'amour un drame social féministe. Sous la forme de comédies satiriques, Níkos Perákis soulevait aussi des questions politiques et sociales (coup d'État des colonels dans Planque et camouflage, 1984 ou écoutes clandestines dans Vivre dangereusement en 1987). Passage souterrain d'Apostolos Doxiadis en 1983 est un thriller politique.